# Egbert Espinoza
Egbert Alejandro Espinoza (* 5. Februar 2004) ist ein venezolanischer Hürdenläufer, der sich auf die 400-Meter-Distanz spezialisiert hat.

## Sportliche Laufbahn
Erste internationale Erfahrungen sammelte Egbert Espinoza im Jahr 2021, als er bei den U18-Südamerikameisterschaften in Encarnación in 54,70 s den vierten Platz im 400-Meter-Hürdenlauf belegte. Im Jahr darauf gelangte er bei den Ibero-Amerikanischen Meisterschaften in La Nucia mit 53,90 s auf Rang acht und belegte mit der venezolanischen 4-mal-400-Meter-Staffel in 3:09,19 min den vierten Platz. Anschließend wurde er bei den Juegos Bolivarianos in Valledupar in 52,03 s Fünfter über 400 m Hürden und schied daraufhin bei den U20-Weltmeisterschaften in Cali mit 52,22 s in der ersten Runde aus. Ende September gewann er bei den U23-Südamerikameisterschaften in Cascavel in 51,68 s die Bronzemedaille hinter dem Argentinier Bruno De Genaro und Matheus Lima aus Brasilien. Zudem gelangte er dort mit der Staffel mit 3:15,69 min auf Rang vier. 2023 gewann er bei den U20-Südamerikameisterschaften in Bogotá in 52,08 s die Silbermedaille über 400 m Hürden und sicherte sich zudem in 14,03 s die Bronzemedaille im 110-Meter-Hürdenlauf. Mit der Staffel belegte er in 3:27,60 min den sechsten Platz.
2023 wurde Espinoza venezolanischer Meister in der 4-mal-100-Meter-Staffel.

## Persönliche Bestleistungen
- 400 m Hürden: 51,68 s, 29. September 2022 in Cascavel